# Nazionale maschile di cricket della Malaysia
La nazionale di cricket della Malaysia è la selezione nazionale che rappresenta la Malaysia nel gioco del cricket.

## Storia

### Le origini
Il cricket è uno sport praticato in quella che oggi è la Malesia sin dal 1880. Inizialmente, diverse squadre rappresentavano le varie entità amministrative della regione, tra cui gli Stati federati malesi e gli Insediamenti dello Stretto, fondati nel 1884 dai colonizzatori britannici. Il Royal Selangor Club (RSC) è considerato il primo club di cricket istituito nell'attuale Malesia e il suo campo, noto localmente come padang (simile al termine usato a Singapore, come nel caso del Padang di Singapore), ha svolto un ruolo centrale nello sviluppo di questo sport nella regione. Inoltre, il Singapore Cricket Club, fondato nel 1852, è il club di cricket più antico dell'area e fu in passato affiliato alla Malayan Cricket Association.
La prima partita di cricket registrata in Malesia ebbe luogo nel 1887, tra le squadre di Selangor e Malacca. Un'importante serie di incontri si svolse nel 1891 tra Selangor e Singapore. Sebbene il cricket fosse già praticato a Johor all'inizio del XX secolo, il primo evento di rilievo fu la visita della squadra australiana, guidata da CG Macartney, nel 1927. Penang, un altro importante centro per il cricket in Malesia, vide il gioco di questo sport fin dai tempi coloniali. Il Penang Sports Club fu fondato nei primi anni del 1900 e, nel 1927, la Malesia ottenne una storica vittoria contro l'Australia, sconfiggendola per 39 run. Lall Singh, che divenne il primo giocatore di Test cricket originario della Malesia, giocò per l'India nel loro esordio a Lord's contro l'Inghilterra nel 1932.
Dopo la Seconda Guerra Mondiale, il cricket divenne sempre più popolare, contribuendo alla creazione della Malayan Cricket Association (MCA) nel 1948. Nel corso degli anni, diverse associazioni regionali, come quelle di Sabah, Sarawak e Singapore, si unirono alla MCA, che nel 1963 cambiò il suo nome in Malaysian Cricket Association. Tuttavia, a seguito dell'indipendenza di Singapore nel 1965, il paese lasciò la MCA per formare una propria associazione di cricket.
Nel 1970, la Malesia schierò la sua prima squadra nazionale, tre anni dopo che la MCA era diventata un membro associato dell'International Cricket Council (ICC). La squadra malese disputò una partita contro il Marylebone Cricket Club, capitanata da Tony Lewis, perdendo di 230 run in un incontro di due giorni. Lo stesso anno, la Malesia giocò il suo primo incontro della Saudara Cup contro Singapore, concludendo la partita con un pareggio in un incontro di tre giorni.
La Saudara Cup divenne un evento annuale e nel 1979 la Malesia partecipò al primo ICC Trophy, pur non riuscendo a superare il primo turno. La performance della squadra fu simile nelle edizioni del 1982 e del 1986. Tuttavia, la Malesia migliorò le sue prestazioni nelle edizioni successive del torneo, raggiungendo la fase di battuta nel 1990 e nel 1994.

### Gli anni novanta
Il primo Stan Nagaiah Trophy si è svolto a Singapore nel febbraio del 1995, con la squadra di Singapore che ha vinto la serie di tre partite contro la Malesia per 2-1. Nel 1996, dopo aver vinto lo Stan Nagaiah Trophy e pareggiato la partita della Saudara Cup, la Malesia ha ospitato la sua prima edizione dell'ACC Trophy, terminando al terzo posto nel proprio girone del primo turno.
Nel 1997, la Malesia ha iniziato a ospitare tornei internazionali di maggiore rilevanza, a partire dall'ICC Trophy 1997, dove la squadra malese si è classificata al 16º posto dopo aver perso uno spareggio contro la Namibia. Nel 1998, la Malesia ha partecipato a una stagione di cricket nel campionato nazionale pakistano, ma ha perso tutte e quattro le partite del turno preliminare. Lo stesso anno, il cricket ha fatto la sua prima, e finora unica, apparizione ai Giochi del Commonwealth. La Malesia ha ospitato i Giochi del Commonwealth nel 1998 e, pur partecipando al torneo di cricket come squadra ospitante, ha perso tutte e tre le partite del primo turno.
Sempre nel 1998, la Malesia ha raggiunto la finale dell'ACC Trophy, ma è stata sconfitta dal Bangladesh.

### Il nuovo millennio
Nel 2000, la Malesia raggiunse la semifinale dell'ACC Trophy, ma fu sconfitta dai padroni di casa degli Emirati Arabi Uniti. L'anno successivo, nel 2001, non riuscì a superare il primo turno dell'ICC Trophy e nel 2002 fu eliminata dalla semifinale dell'ACC Trophy dopo una sconfitta contro il Nepal.
Le prime partite di cricket di classe A della Malesia si disputarono nel 2004, in occasione della Coppa Intercontinentale ICC. In quel torneo, la squadra malese perse contro il Nepal e gli Emirati Arabi Uniti, non riuscendo a qualificarsi per le semifinali. Sempre nel 2004, la Malesia ospitò l'ACC Trophy, che fungeva da fase di qualificazione per l'ICC Trophy 2005 e la Coppa del Mondo 2007. La squadra si classificò settima, a pari merito con il Bhutan. Nello stesso anno, la Malesia terminò in ultima posizione nell'ACC Fast Track Countries Tournament, non qualificandosi per la Coppa Intercontinentale ICC 2005. Nel 2005, la squadra malese partecipò nuovamente al torneo, ottenendo un miglior risultato con il terzo posto.
Nel 2006, la Malesia prese parte all'ACC Premier League, concludendo il torneo al quarto posto. Inoltre, ospitò nuovamente l'ACC Trophy, dove si classificò settima, vincendo uno spareggio contro il Qatar.
La Malesia partecipò anche alla ACC Twenty20 Cup in tre occasioni. Nel 2007, non vinse nessuna partita, mentre nel 2009 ottenne il settimo posto, dopo aver vinto tre partite del Gruppo B e uno spareggio contro l'Arabia Saudita. Nel 2011, la squadra si classificò al sesto posto, vincendo quattro partite nel Gruppo A ma perdendo uno spareggio contro gli Emirati Arabi Uniti.
Nel 2017, la Malesia ottenne due medaglie ai Giochi del Sud-est asiatico. La squadra vinse la medaglia d'oro nel torneo da 50 over e quella d'argento nel torneo da 20 over.

### Status T20
Nell'aprile 2018, l'ICC ha deciso di concedere lo status completo di Twenty20 International (T20I) a tutti i suoi membri. Pertanto, tutte le partite Twenty20 giocate tra la Malesia e gli altri membri dell'ICC dal 1° gennaio 2019 hanno lo status T20I.
La Malesia ha esordito nel format il 24 giugno 2019 a Kuala Lumpur contro la Thailandia nell'ambito di un torneo tri-serie a cui hanno preso parte anche le Maldive. La Malaysia è arrivata prima nel torneo, vincendo tre delle quattro partite giocate, mentre l'ultima partita con le Maldive non è stata giocata a causa della pioggia. Nel luglio dello stesso anno, la Malesia ha ospitato il Nepal per una serie IT20 di due partite, perdendole entrambe in preparazione per le qualificazioni mondiali. 
Dal 22 al 28 luglio dello stesso anno, la nazionale malaysiana ha preso parte alle qualifiche per la Coppa del Mondo T20 2021 tenutesi a Singapore, terminando all'ultimo posto del girone, vincendo solamente contro il Kuwait e perdendo contro Nepal, Singapore e Qatar, non qualificandosi per le qualificazioni mondiali. La Malaysia ha terminato l'anno a Kuala Lumpur dal 29 settembre al 4 ottobre, ospitando Vanuatu per una serie di 5 partite, persa per 3-2.
Nel 2020 la nazionale malaysiana ha ospitato a Kuala Lumpur dal 20 al 26 febbraio la nazionale di Hong Kong, vincendo la serie per 5-0. Dal 29 febbraio al 6 marzo a Bangkok ha preso parte alle qualificazioni della Asia Cup, terminando al terzo posto nel gironcino della regione orientale, ovvero diventando la prima nazionale escluse dalla qualifica finale, perdendo contro Singapore e Hong Kong.
Nel 2021 la Malaysia ha partecipato ad un torneo tri-nation t20 a Kirtipur, terminando all'ultimo posto e non riuscendo a vincere alcuna partita contro i Paesi Bassi e il Nepal.
Nel 2022 la nazionale della Malaysia è tornata a giocare un torneo tri-nations a Kirtipur dal 29 marzo al 2 aprile, terminando anche in questo caso all'ultimo posto, dietro a Nepal e Papua Nuova Guinea. Dal 29 al 28 giugno, la Malesia ha partecipato ad una serie bilaterale a Singapore, vincendola per 3-0 mentre nel luglio dello stesso anno ha ospitato a Bangi un quadrangolare, vincendo tutte e 6 le partite contro Maldive, Bhutan e Thailandia. La Malaysia ha concluso l'anno ospitando a dicembre un nuovo quadrangolare a Bangi, vincendo il torneo da imbattuta contro Qatar, Singapore e Bharain.
Nel 2023 la Malesia ha giocato dall'8 al 12 marzo un quadrangolare a Mong Kok, terminando il girone al secondo posto dietro i padroni di casa di Hong Kong e battendo Kuwait e Bahrain. La nazionale malese nell'estate prese parte alle competizioni di cricket ai XXXII Giochi del Sud-est asiatico a Phnom Penh, in Cambogia, realizzando una triplice medaglia d'argento nel T10, T20 e nei 50 overs, mentre decise di non partecipare alle gare 6s. Nel settembre dello stesso partecipa ai XIX Giochi asiatici ad Hangzhou, in Cina, venendo eliminata ai quarti contro il Bangladesh. Tra ottobre e novembre, la Malaysia prende parte alle finali regionali di qualificazione alla Coppa del Mondo T20 maschile di cricket 2024, venendo eliminata nel girone in seguito alle sconfitte contro Oman e Nepal.
La Malaysia inizia il 2024 ospitando il Malaysia Open T20 Championship dal 6 all'11 marzo a Kuala Lumpur, arrivando seconda nel girone e perdendo la finale contro il Bahrain per 8 wickets. La settimana dopo, sempre nella capitale, ospita la nazionale di Papua Nuova Guinea, pareggiando la serie 1-1. Nell'aprile dello stesso anno, la Malaysia prende parte alla ACC Men's Premier Cup 2024, in Oman, terminando però all'ultimo posto del girone. L'ultimo torneo dell'anno disputato dai malesi sono state la prima fase delle qualificazioni alla Coppa del Mondo T20 maschile di cricket 2026, vincendo il torneo e qualificandosi alle finali regionali.
Nel 2025 la Malaysia prende parte ad un torneo triangolare al Bayuemas Oval di Pandamaran, in Malaysia, dal 10 al 17 marzo, terminando il girone al l'ultimo posto, perdendo tutte le partite contro Bahrain e Hong Kong. Nell'estate del 2025 la nazionale melese partecipa all'Asia Pacific Cricket Champions Trophy, ospitato a Singapore, vincendo il torneo da imbattuta grazie alla vittorie sui padroni di casa, Hong Kong e Samoa

## Albo d'oro

### Giochi del Commonwealth
| Anno   | Round  | Pos.   | GP | W | L | T | NR |
| ------ | ------ | ------ | -- | - | - | - | -- |
| 1998   | Gironi | 16/16  | 3  | 0 | 3 | 0 | 0  |
| Totale | Totale | Totale | 3  | 0 | 3 | 0 | 0  |

### Giochi asiatici
| Anno          | Round            | Pos.   | GP | W | L | T | NR |
| ------------- | ---------------- | ------ | -- | - | - | - | -- |
| Canton 2010   | Quarti di finale | 5/9    | 2  | 1 | 1 | 0 | 0  |
| Incheon 2014  | Quarti di finale | 5/10   | 3  | 2 | 1 | 0 | 0  |
| Hangzhou 2022 | Quarti di finale | 6/14   | 3  | 2 | 1 | 0 | 0  |
| Totale        | Totale           | Totale | 8  | 5 | 3 | 0 | 0  |

### SEA Games T20
| Anno            | Round     | Pos.   | GP | W | L | T | NR |
| --------------- | --------- | ------ | -- | - | - | - | -- |
| Singapore 2017  | Finalista | 2/6    | 3  | 2 | 1 | 0 | 0  |
| Phnom Penh 2023 | Finalista | 2/6    | 3  | 2 | 1 | 0 | 0  |
| Totale          | Totale    | Totale | 6  | 4 | 2 | 0 | 0  |

### SEA Games 50 overs
| Anno            | Round     | Pos.   | GP | W  | L | T | NR |
| --------------- | --------- | ------ | -- | -- | - | - | -- |
| Singapore 2017  | Vincitore | 1/6    | 4  | 4  | 0 | 0 | 0  |
| Phnom Penh 2023 | Finalista | 2/4    | 2  | 1  | 1 | 0 | 0  |
| Totale          | Totale    | Totale | 6  | 5' | 1 | 0 | 0  |

### SEA Games T10
| Anno            | Round     | Pos.   | GP | W | L | T | NR |
| --------------- | --------- | ------ | -- | - | - | - | -- |
| Phnom Penh 2023 | Finalista | 2/5    | 3  | 2 | 1 | 0 | 0  |
| Totale          | Totale    | Totale | 3  | 2 | 1 | 0 | 0  |

## Statistiche
Partite internazionali – Singapore
Aggiornato al 26 luglio 2025.
| Record                  |     |    |    |   |    |
| Format                  | M   | W  | L  | T | NR |
| Twenty20 Internationals | 109 | 64 | 41 | 1 | 3  |

### T20
Aggiornato al 26 luglio 2025 
| Nazionale            | P               | W               | L               | T               | NR              |
| vs Full Members      | vs Full Members | vs Full Members | vs Full Members | vs Full Members | vs Full Members |
| -------------------- | --------------- | --------------- | --------------- | --------------- | --------------- |
| Bangladesh           | 1               | 0               | 1               | 0               | 0               |
| vs Associate Members |                 |                 |                 |                 |                 |
| Arabia Saudita       | 4               | 3               | 1               | 0               | 0               |
| Bahrein              | 8               | 3               | 5               | 0               | 0               |
| Bhutan               | 4               | 4               | 0               | 0               | 0               |
| Cambogia             | 1               | 0               | 1               | 0               | 0               |
| Cina                 | 1               | 1               | 0               | 0               | 0               |
| Hong Kong            | 19              | 11              | 8               | 0               | 0               |
| Indonesia            | 1               | 1               | 0               | 0               | 0               |
| Kuwait               | 6               | 4               | 2               | 0               | 0               |
| Moldavia             | 5               | 4               | 0               | 0               | 1               |
| Mongolia             | 1               | 1               | 0               | 0               | 0               |
| Birmania             | 2               | 2               | 0               | 0               | 0               |
| Nepal                | 10              | 1               | 9               | 0               | 0               |
| Oman                 | 1               | 0               | 1               | 0               | 0               |
| Paesi Bassi          | 2               | 0               | 1               | 1               | 0               |
| Papua Nuova Guinea   | 6               | 2               | 4               | 0               | 0               |
| Qatar                | 4               | 1               | 2               | 0               | 1               |
| Samoa                | 2               | 2               | 0               | 0               | 0               |
| Singapore            | 14              | 10              | 3               | 0               | 1               |
| Tanzania             | 1               | 1               | 0               | 0               | 0               |
| Thailandia           | 10              | 10              | 0               | 0               | 0               |
| Vanuatu              | 6               | 3               | 3               | 0               | 0               |
| Totale               | 109             | 64              | 41              | 1               | 3               |